# 希塞莱马孔
希塞莱马孔（法語：Chissey-lès-Mâcon，法語發音：[ʃisɛ lɛ makɔ̃]，意为“马孔附近的希塞”）是法国索恩-卢瓦尔省的一个市镇，属于马孔区。

## 地理
希塞莱马孔（46°31'31"N, 4°44'31"E）面积15.28 平方千米，位于法国勃艮第-弗朗什-孔泰大區索恩-卢瓦尔省，该省份为法国中部省份，北起顺时针与科多尔省、汝拉省、安省、罗讷省、卢瓦尔省、阿列省和涅夫勒省接壤。
与希塞莱马孔接壤的市镇（或旧市镇、城区）包括：沙派兹、比西拉马科奈斯、布拉诺、布赖、科尔马坦、马尔塔伊莱布朗雄。
希塞莱马孔的时区为UTC+01:00、UTC+02:00（夏令时）。

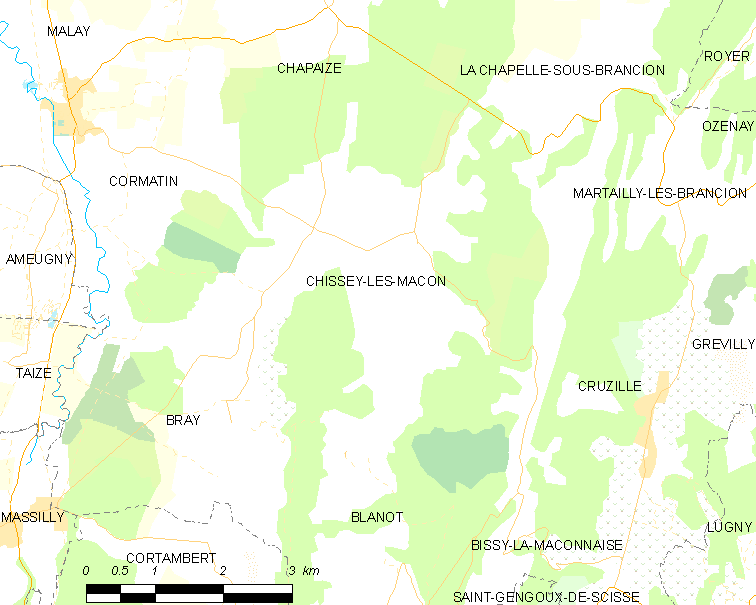
希塞莱马孔的OSM定位图

## 行政
希塞莱马孔的邮政编码为71460，INSEE市镇编码为71130。

## 政治
希塞莱马孔所属的省级选区为克吕尼县。

## 人口

1962-2008年间希塞莱马孔人口变化图示

希塞莱马孔于2022年1月1日时的人口数量为230人。